# Albert Willimsky
Albert Willimsky (ur. 29 grudnia 1890 w Głogówku, zm. 22 lutego 1940 w KL Sachsenhausen) – niemiecki ksiądz rzymskokatolicki, przeciwnik nazizmu. Za nieugiętą krytykę nazizmu i obronę godności maltretowanych polskich robotników przymusowych zamęczony w niemieckim obozie koncentracyjnym.

## Życiorys
Po ukończeniu matury rozpoczął studia na Wydziale Teologicznym Uniwersytetu Wrocławskiego. W czasie I wojny światowej zawiesił studia, zostając sanitariuszem, a następnie radiotelegrafistą. Po święceniach kapłańskich, które przyjął 22 czerwca 1919 w katedrze wrocławskiej, został wikarym w Bytomiu. W latach 1922–1924 był duszpasterzem w parafii Najświętszej Maryi Panny w berlińskiej dzielnicy Kreuzberg.
W 1933 będąc proboszczem we Friesacku w powiecie Havelland, zwrócił uwagę swoją otwartą krytyką wobec rodzącego się nazizmu. Z powodu konfliktu z lokalnymi władzami na tym tle musiał w marcu 1935 opuścić tę parafię i przenieść się do Gransee, gdzie był proboszczem od 1935 do 1939. W październiku 1938 został aresztowany po raz pierwszy przez Gestapo z powodu biernego oporu wobec nazizmu i dalszej jego krytyki. Został zwolniony z więzienia 1 maja 1939, aby w lipcu 1939 objąć parafię w Podjuchach – w prawobrzeżnej dzielnicy Szczecina była to jedyna w tym czasie parafia rzymskokatolicka. Tutaj zetknął się z problemami polskich robotników przymusowych pracujących w ciężkich warunkach. Krytyka nazizmu i obrona skrzywdzonych Polaków (zwłaszcza prządek Fabryki Sztucznego Jedwabiu w Żydowcach), spowodował, że ks. Willimsky został ponownie aresztowany po denuncjacji w styczniu 1940 i osadzony w obozie koncentracyjnym KL Sachsenhausen w Oranienburgu. Zmarł tam kilka tygodni później wskutek wyczerpania, nieopodal swojej byłej parafii w Gransee.

## Upamiętnienie
- Park w dzielnicy Podjuchy w Szczecinie, gdzie pracował w latach 1939–1940, nosi jego imię[2],
- Tablica pamiątkowa w krypcie Katedry św. Jadwigi Śląskiej w Berlinie-Mitte,
- Tablica pamiątkowa w Gransee, poświęcona również proboszczowi Paulowi Bartschowi.
- Tablica pamiątkowa w Kościele Pw. Św.Piotra i Pawła w dzielnicy Podjuchy w Szczecinie, odsłonięta w dniu 23.02.2020 roku[3].

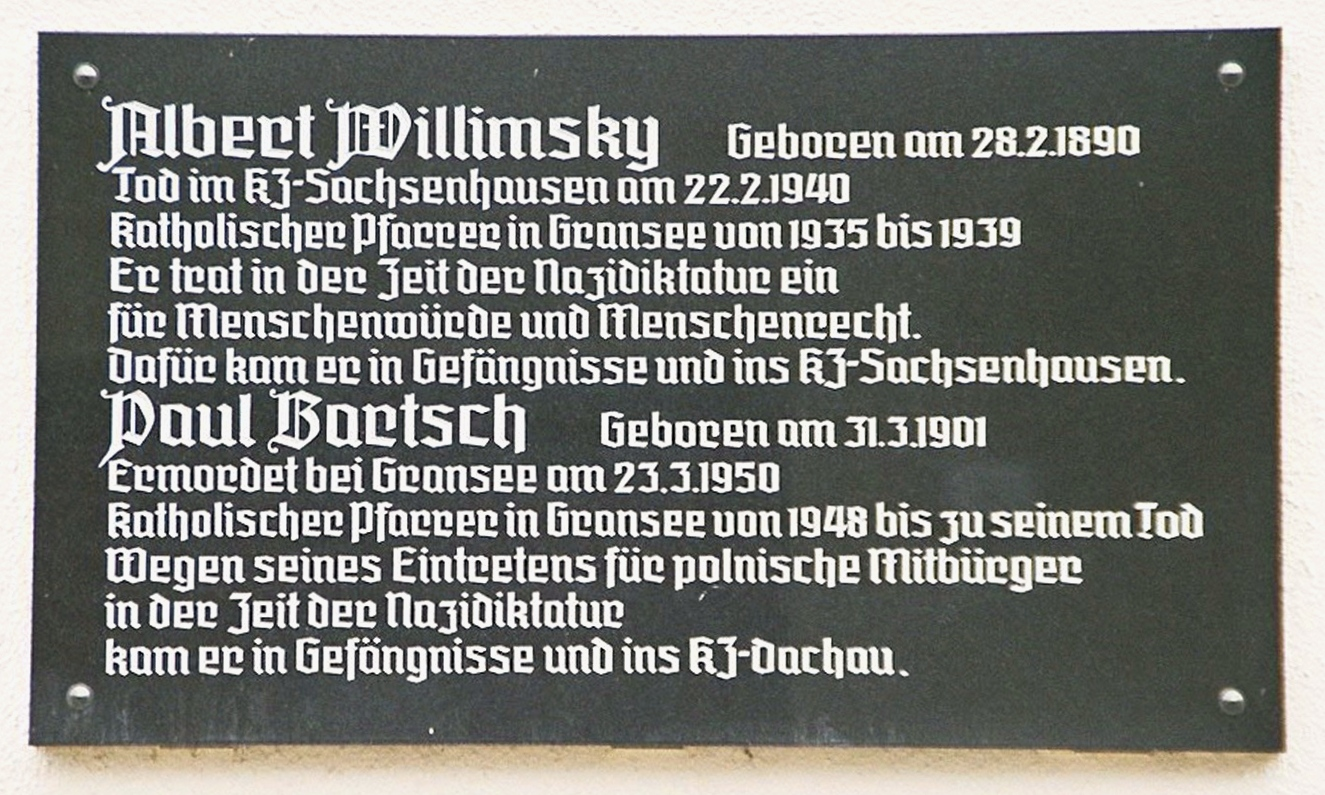
Tablica pamiątkowa ku czci księży Willimskyego i Bartscha w Gransee, którzy wstawiali się za polskimi więźniami w czasach nazizmu
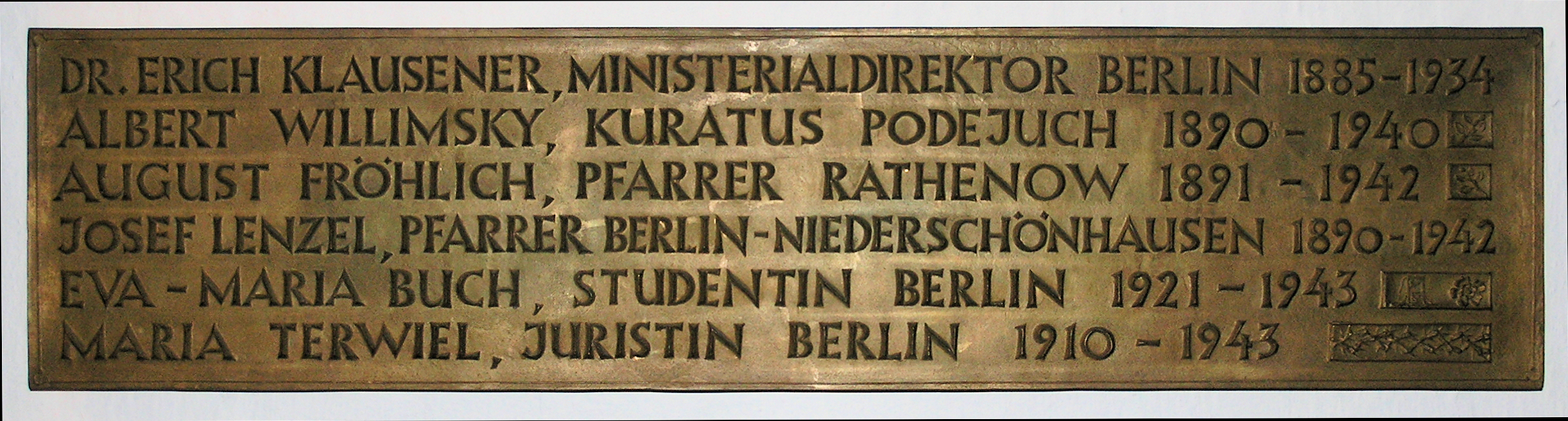
Część tablicy poświęcona pamięci zamordowanych przez nazistów katolików z archidiecezji berlińskiej znajdująca się w Katedrze Św Jadwigi Śląskiej w Berlinie